# James Drummond McGregor
James Drummond McGregor, homme politique canadien, fut Lieutenant-gouverneur de la province de Nouvelle-Écosse de 1910 à 1915.